# Joe the Plumber

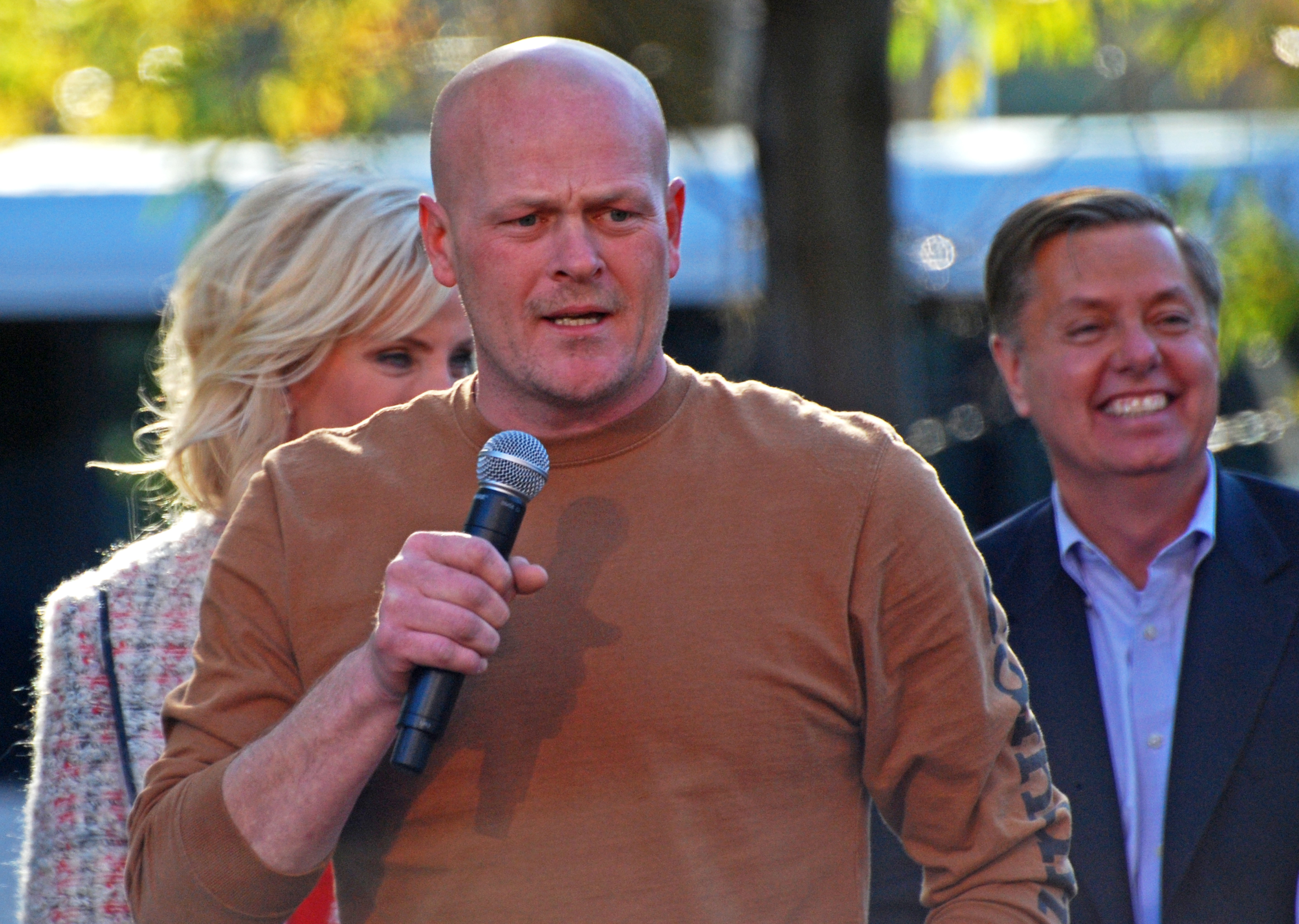
Joe the Plumber/Joe de Loodgieter alias Joe Wurzelbacher

Joe the Plumber, in het Nederlands vaak aangeduid als Joe de Loodgieter (of Jan met de Pet), echte naam Samuel Joseph (Joe) Wurzelbacher, (Toledo (Ohio), 3 december 1973 – Campbellsport (Wisconsin), 27 augustus 2023) was een Amerikaanse loodgieter die in 2008 als archetype een rol speelde in de verkiezingsstrijd tussen Barack Obama en John McCain.

## Biografie

### Ontmoeting met Barack Obama
Op 11 oktober ging Barack Obama op bezoek in een gewone buurt in het plaatsje Holland (Ohio), waar Wurzelbacher in de tuin American football aan het spelen was met zijn zoon. Wurzelbacher vroeg Obama, onder het oog van de camera, naar zijn belastingpolitiek. Hij had plannen om het loodgietersbedrijf te kopen waar hij werkte, en vroeg de presidentskandidaat Your new tax plan's going to tax me more, isn't it? Hij verklaarde dat Obama's belastingplan niet verenigbaar zou zijn met de American Dream. Dat loodgietersbedrijf zou zo'n 250-280.000 dollar winst maken, en hij vroeg Obama of hem dat niet te veel belasting zou kosten. 
Wurzelbacher werd echt nationaal bekend door het derde presidentiële debat tussen Barack Obama en John McCain op 15 oktober 2008, voorafgaand aan de Amerikaanse presidentsverkiezingen in november 2008. Zowel McCain als Obama gebruikten 'Joe the Plumber' als voorbeeld om de effecten van de belastingpolitiek op de middenklasse weer te geven. Na het debat werd uitvoerig over hem bericht door veel Amerikaanse en buitenlandse media.
Deze discussie ging meteen een eigen leven leiden in de discussies over de presidentiële plannen. Volgens Obama zouden bedrijven met een winst beneden de 250.000 dollar 36% belasting betalen, en zouden hogere bedragen met 39% belast worden. De Democratische vicepresidentskandidaat Joe Biden betoogde dat 98% van alle bedrijven beneden de grens van 250.000 dollar winst zouden blijven, en dus niet in de hogere belastingschijf zouden vallen.
Hoewel volgens Wurzelbacher Obama's plannen de staat 'een stap verder zouden brengen in de richting van het socialisme' maakte hij geen publieke keuze voor een van beide kandidaten. Maar volgens Wurzelbacher was die 250.000 dollar arbitrair, en zouden de Democraten gemakkelijk kunnen beslissen er bijvoorbeeld 100.000 dollar van te maken. Daarmee werd de eenvoudige vraag van 'Joe the Plumber' de bezorgdheid van de Gemiddelde Amerikaan, dat kandidaat Obama het zuurverdiende geld van de hardwerkende kleine ondernemer zou willen afnemen om het aan de armen te geven: de kanslozen en de minder hard werkenden. In het debat van 15 oktober gebruikten beide presidentskandidaten 'Joe the Plumber' als voorbeeld.
Zo werd 'Joe the Plumber' een archetype van de presidentsverkiezingen van 2008, vergelijkbaar met de 'Reagan Democrat' van de jaren 80, de 'Angry White Male' die een rol speelde in de verkiezingen van 1994, de 'Soccer Mom' van 1996, de 'South Park Republican' van 2002, de 'NASCAR Dad' en 'Security Mom' van 2004 - en de 'McCain Democrat' respectievelijk de 'Obama Republican' van 2008. Ook 'Joe Sixpack' maakt deel uit van dit gezelschap, de imaginaire Amerikaanse gemiddelde kiezer, aangehaald door running mate Sarah Palin. Maar kiezer 'Joe the Plumber' heeft een persoonlijk gezicht gekregen, dat van de loodgieter Joe die toevallig in zijn voortuin aan het voetballen was.

### Uitgeplozen
Zijn leven werd onmiddellijk uitgeplozen door allerlei journalisten. Daarbij bleek dat hij geen loodgietersdiploma had, dat hij mogelijk een belastingschuld zou hebben, dat hij ingeschreven was als Republikein (dus mogelijk niet objectief zou zijn), en zelfs werd hij vanwege zijn achternaam in verband gebracht met Robert Wurzelbacher (de schoonzoon van Charles Keating) en zodoende met de Keating Five, een parlementaire corruptiezaak waar John McCain in 1989 van vrijgesproken werd. Maar na 15 oktober werd Wurzelbacher nog meerdere malen door de presidentskandidaten opgevoerd.
Wurzelbacher buitte zijn plotse bekendheid behendig uit. Hij schreef een boek en gaf lezingen. Hij ging enkele weken op reportage naar Gaza. In mei 2010 werd hij raadslid in Lucas County (Ohio).  Onder zijn echte naam Samuel Wurzelbacher dingt hij in 2012 namens de Republikeinen mee naar een zetel in het Congres. In zijn campagne valt hij op door enkele scherpe uitspraken, zoals dat het leed van de Holocaust deels had kunnen worden voorkomen als Duitsland niet van die strenge wapenwetten had gehad.